# Traité de Kruschwitz
Le traité de Kruschwitz (en allemand : Vertrag von Kruschwitz) ou traité de Kruszwica (en polonais : Przywilej kruszwicki), signé le 16 juin 1230, fut conclu entre le duc Conrad Ier de Mazovie et l'ordre Teutonique. 

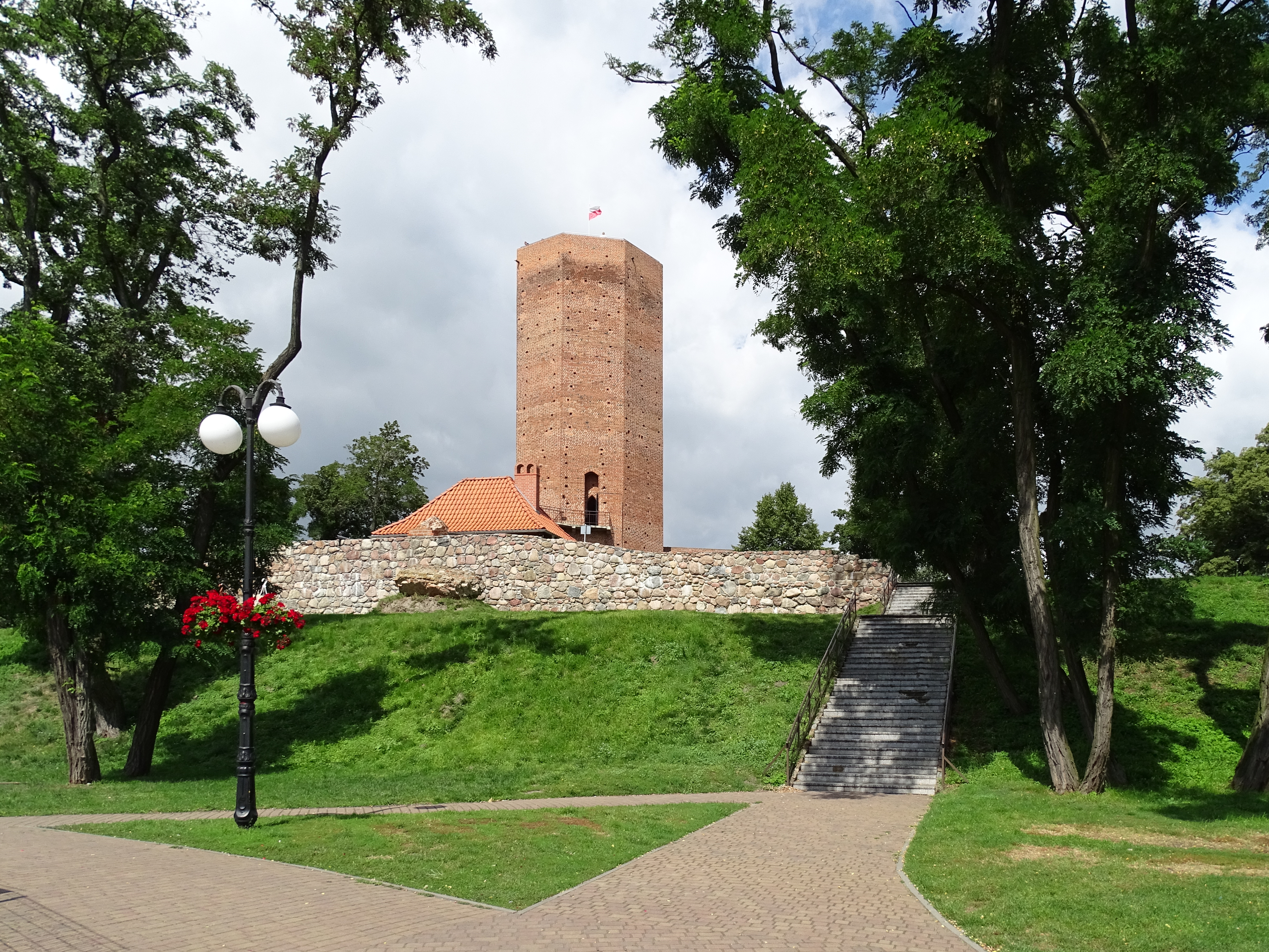
Mysia Wieża, un vestige du château de Kruszwica.

Selon cet accord, le duc de Mazovie, également princeps de Pologne, transfère à l'ordre Teutonique le pays de Chełmno au nord de son duché. Conrad lui-même avait occupé ces terres en 1220 ; les tribus prussiennes locales, toutefois, allaient bientôt contre-attaquer en livrant de longs et violents combats. Après que l'ordre de Dobrzyń, créé en 1216 pour se défendre des incursions païennes, s'est révélé inefficace, le duc a invoqué l'aide des chevaliers teutoniques. Il a de plus reconnu l'indépendance de leur État monastique fondé sur la bulle d'or de Rimini et sa souveraineté sur tous les territoires conquis en Prusse au-delà des frontières polonaises.
On ne connaît le texte du traité que par des références postérieures, l’original ayant été perdu. Selon l’historien Max Perlbach (1848-1921), il s'agirait d'un apocryphe produit par les chevaliers teutoniques pour asseoir sur des bases légales leurs droits sur leurs biens séculiers. Les thèses de Perlbach ont néanmoins été remises en question par des historiens contemporains,.

## Literature
- C. A. Lückerath: Treaty of Kruschwitz. In: Encyclopedia of the Middle Ages. Volume 5. Stuttgart 1991,  (ISBN 3-7608-8905-0), Spalte 1553.